# Estação Passeig de Gràcia

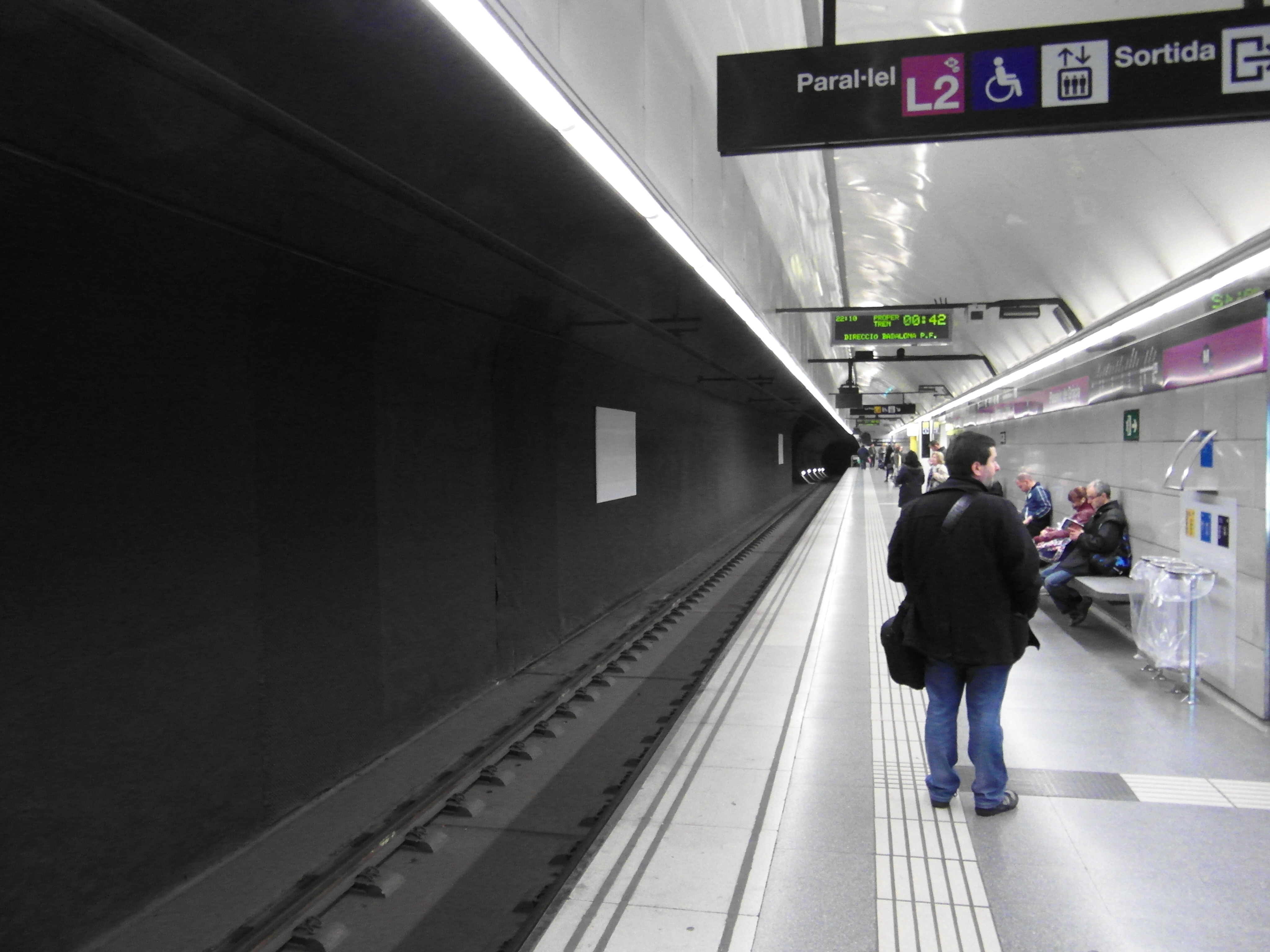
Plataforma de embarque.

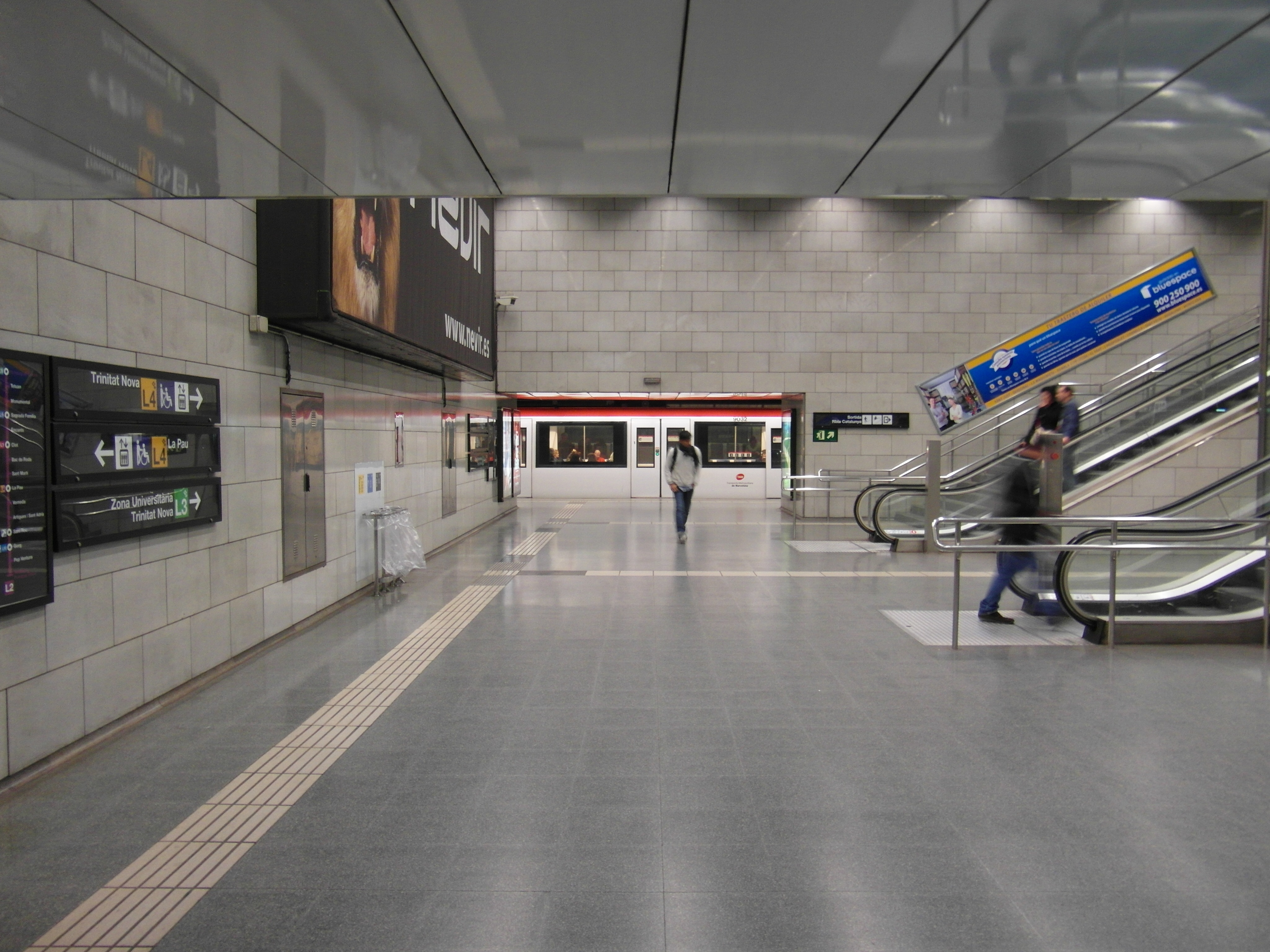
Hall de circulação.

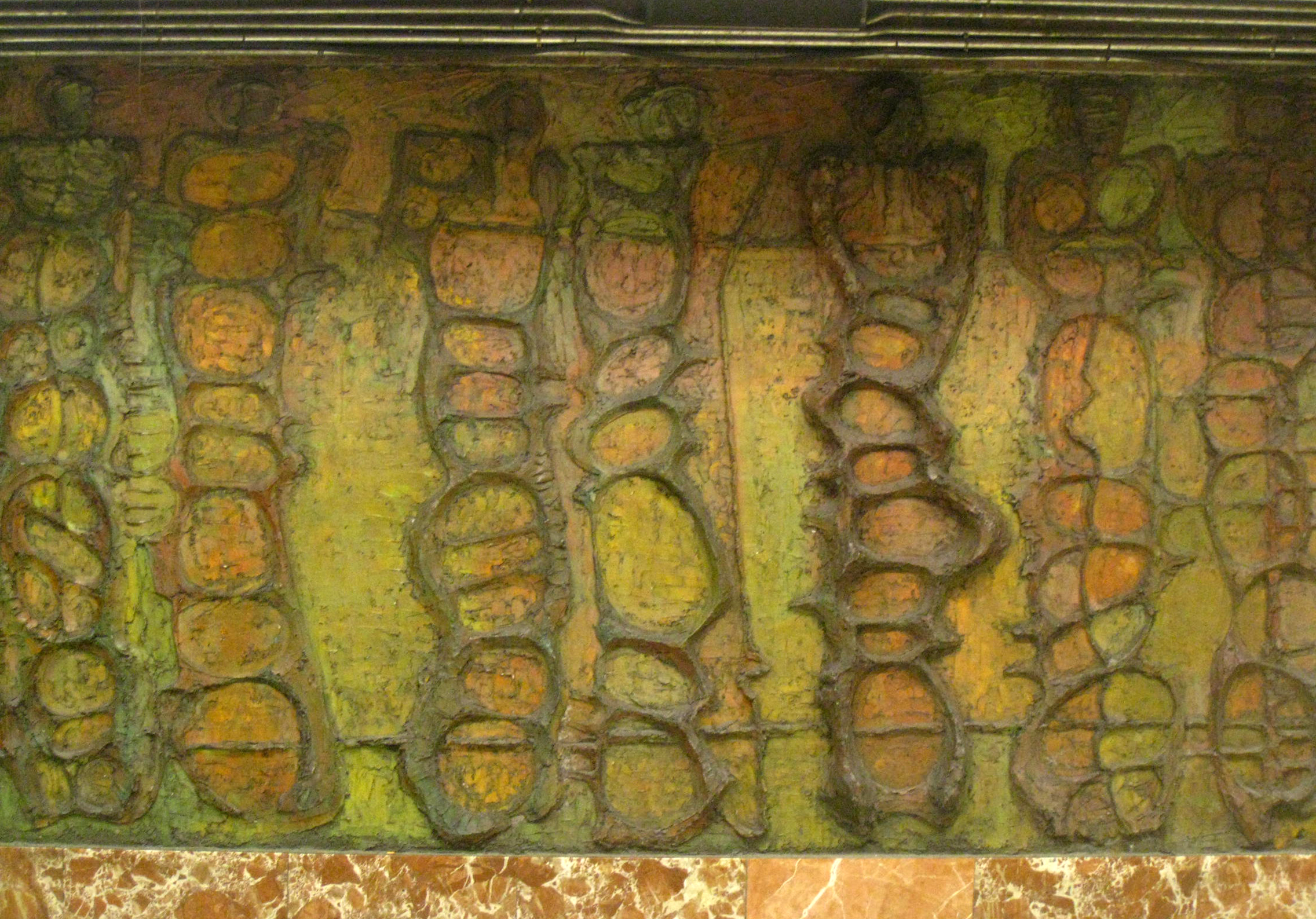
Obra de arte da estação.

Passeig de Gràcia é uma estação metroviária das linhas Linha 2 , Linha 3 e Linha 4 do Metro de Barcelona.

## Cronologia
A estação começou a funcionar  em 1924. A parte da estação que atende a linha 4, entrou em operação em 1973. A interligação com a linha 2 aconteceu em 1995.

## Obras de arte
A estação inclui obra de arte com o título Ballarins nus de autoria de Angel Orensanz.